# Даніель Дойссер
Даніель Дойссер (нім. Daniel Deusser, нар. 13 серпня 1981) — німецький вершник, бронзовий призер Олімпійських ігор 2016 року.

## Виступи на Олімпіадах
| Олімпіада           | Дисципліна            | Місце |
| ------------------- | --------------------- | ----- |
| Ріо-де-Жанейро 2016 | індивідуальний конкур | 9     |
| Ріо-де-Жанейро 2016 | командний конкур      | 3     |

## Зовнішні посилання
- Даніель Дойссер — олімпійська статистика на сайті Sports-Reference.com (англ.) (архівна версія)